# Dombegyház
Dombegyház är en ort i Ungern. Den ligger i provinsen Békés, i den sydöstra delen av landet, 210 km sydost om huvudstaden Budapest. Dombegyház ligger 97 meter över havet och antalet invånare är 2 380.